# Harry Haddock
Harry Haddock, właśc. Harold Haddock (ur. 28 lipca 1925 w Glasgow, zm. 18 grudnia 1998 w Rutherglen) – szkocki piłkarz występujący na pozycji obrońcy.

## Kariera klubowa
Haddock karierę rozpoczynał jako junior w szkockiej drużynie Renfrew. W 1946 roku został zawodnikiem angielskiego klubu Exeter City, grającego w Division Three i występował tam do 1948 roku. We wrześniu 1949 dołączył do szkockiego zespołu Clyde i jego barwy reprezentował do końca kariery w 1963 roku. W tym czasie dwukrotnie zdobył z nim Puchar Szkocji (1955, 1958).

## Kariera reprezentacyjna
W reprezentacji Szkocji Haddock zadebiutował 8 grudnia 1954 w przegranym 2:4 towarzyskim meczu z Węgrami.
W 1958 roku został powołany do kadry na mistrzostwa świata. Nie zagrał jednak na nich w żadnym spotkaniu, a Szkocja zakończyła turniej na fazie grupowej.
W latach 1954–1958 w drużynie narodowej Haddock rozegrał 6 spotkań.